# Moja młodość (utwór)
Moja młodość – piosenka Jerzego Połomskiego z albumu o tym samym tytule, wydana w 1990 roku.

## Opis
Utwór ten, został po raz pierwszy wykonany w 1990 roku na festiwalu w Opolu, podczas którego otrzymał wyróżnienie.
Utwór ukazał się także na płycie pt. Złota kolekcja: Sentymentalny świat (1998).

## Nagrody
- 1990: Wyróżnienie na 27. Krajowym Festiwalu Polskiej Piosenki w Opolu